# Taima Mandala

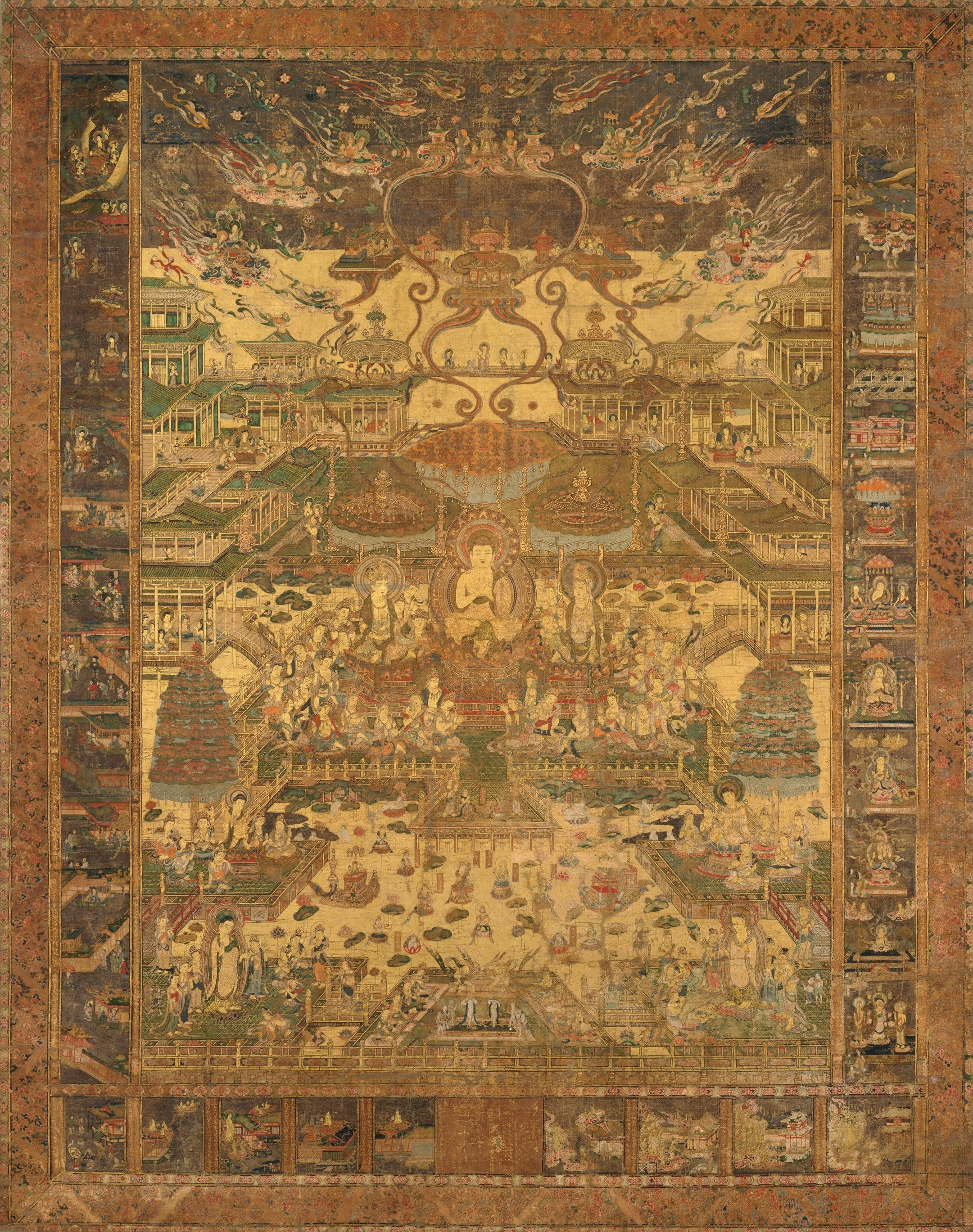
Taima Mandala, XIVe siècle.

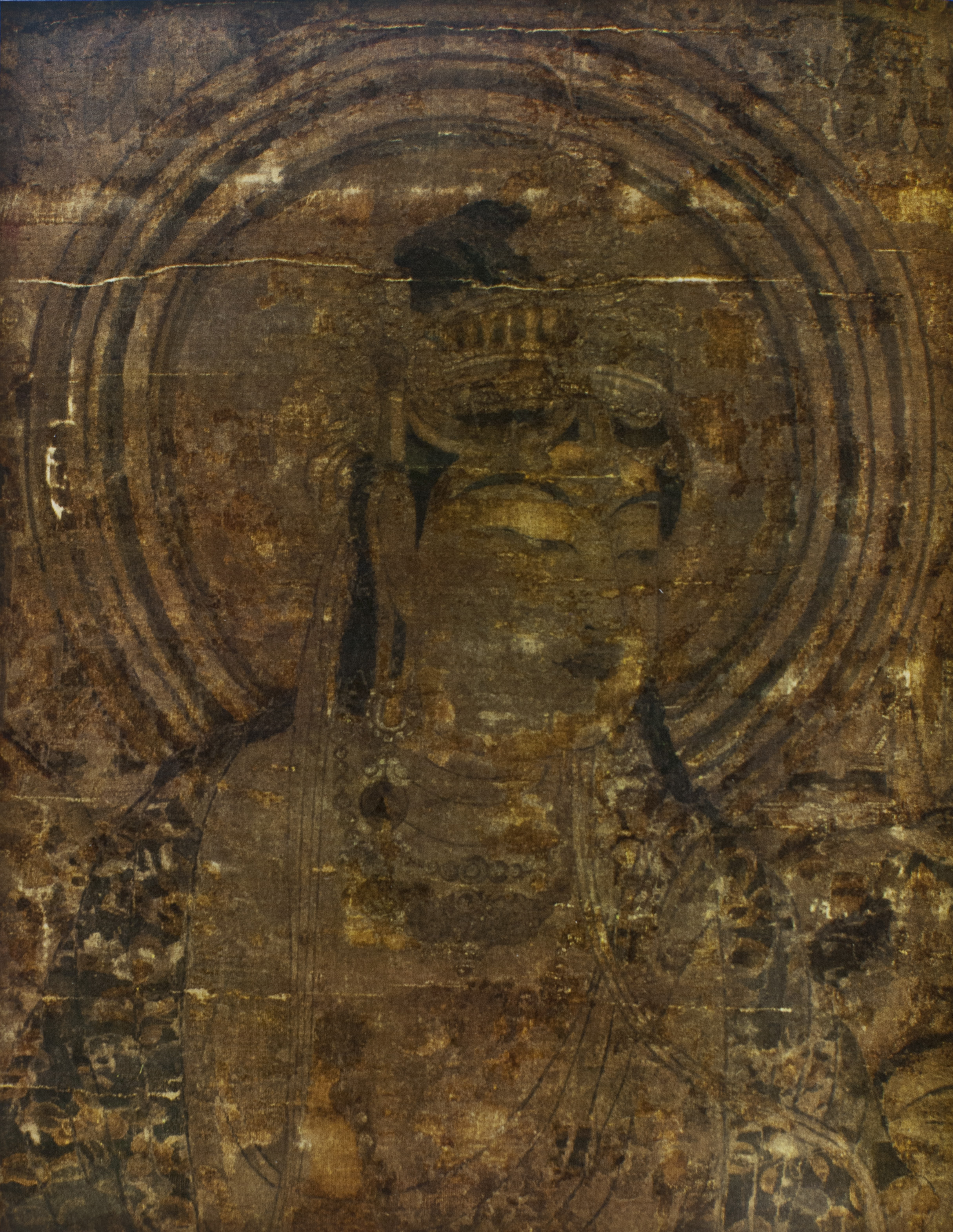
Détail du Taima Mandala originel du Taima-dera de Nara, VIIIe siècle.

Le Taima Mandala (當麻曼荼羅, formellement le Kammuryōju-kyō hensō, 綴織当麻曼荼羅図) est un mandala du bouddhisme japonais de la Terre pure. 

## Histoire
La plus ancienne version connue du mandala, tissée approximativement vers 763, est encore hébergée au temple Taima-dera à Nara au Japon. Ce mandala a été désigné trésor national du Japon le 27 avril 1961. Selon la légende populaire, Chūjō-hime (en) a assisté à la création du mandala original, fabriqué à partir de fibres de pousses de lotus par deux religieuses, qui étaient des manifestations du bouddha Amida et du bodhisattva Kannon. De nombreuses copies en ont été faites depuis et l’œuvre originale s'est considérablement dégradée. 
L'imagerie du mandala est basée principalement sur le Sūtra des contemplations du Bouddha Vie-Infinie (en sanscrit Amitāyurdhyāna Sūtra, en japonais Kammuryōju-kyō, 観無量寿経), et a fait l'objet de plusieurs commentaires doctrinaux au sein du bouddhisme japonais. Il gagne surtout en popularité vers le milieu de l'époque de Kamakura durant laquelle les écoles du bouddhisme de la Terre pure s'imposent dans tous les pays.

## Description
L'image centrale (Gengibun) est celle de la Terre pure elle-même, tandis que les bords gauche, droit, et inférieur sont décorés d'images du Sūtra de la Contemplation. Amida domine la scène principale en son centre, flanqué de Kannon et Seishi et entouré de nombreux autres boddhisattvas. En-dessous figurent une scène de danses et de musique, la première rencontre des défunts avec Amida et les prêches de ce dernier. Au-dessus se dressent des pavillons, la lumière d'Amida et le ciel rempli de diverses manifestations.
Le côté gauche (Jobungi) rapporte en onze illustrations l'histoire religieuse de la découverte du Sūtra de la Contemplation. L'image du haut montre la découverte du sūtra sur le pic du vautour, puis les autres illustrent l'introduction du sūtra de bas en haut : la tentation du prince Ajasatru, l'emprisonnement de son père puis de sa mère et les prières de la reine Vaidehi auxquelles répond Siddhartha Gautama. Shakyamuni transmet la connaissance de la Terre pure à son disciple dans le dernier panneau, deuxième à partir de la partie supérieure.
Le côté droit (Jōzengi) illustre les treize contemplations du Sūtra de la Contemplation, du haut vers le bas, et les cadres inférieurs (Sanzengi) illustrent les neuf degrés de la naissance habituellement répartis en trois niveaux. L'ensemble forme les « seize contemplations ».